# Gäddtjärnen (Särna socken, Dalarna, 684692-135179)
Gäddtjärnen är en sjö i Älvdalens kommun i Dalarna och ingår i Dalälvens huvudavrinningsområde. Sjön har en area på 0,0627 kvadratkilometer och ligger 476 meter över havet.

## Delavrinningsområde
Gäddtjärnen ingår i det delavrinningsområde (684961-135004) som SMHI kallar för Utloppet av Hedarfjorden. Medelhöjden är 491 meter över havet och ytan är 40,1 kvadratkilometer. Räknas de 253 avrinningsområdena uppströms in blir den ackumulerade arean 2 613,8 kvadratkilometer. Avrinningsområdets utflöde Dalälven (Österdalälven) mynnar i havet. Avrinningsområdet består mestadels av skog (70 procent) och sankmarker (14 procent). Avrinningsområdet har 2,53 kvadratkilometer vattenytor vilket ger det en sjöprocent på 6,3 procent.